# Anton Dimitrow

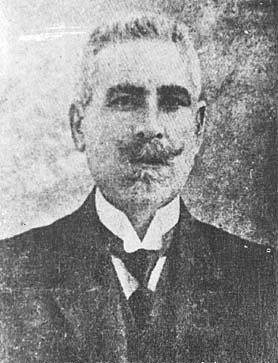
Anton Dimitrow

Anton Dimitrow Filachtetschew (bulgarisch Антон Димитров Филахтечев, bzw. Андон; auch Andon, oder Andon Dimitrov Filahtechev geschrieben; * Januar 1867 in Ajwatowo, Osmanisches Reich, heute Lití in Griechenland; † 13. März 1933 in Sofia, Königreich Bulgarien) war ein bulgarisch-makedonischer Revolutionär, Rechtsanwalt sowie Gründer und Mitglied der Inneren Makedonisch-Adrianopeler Revolutionären Organisation (IMARO).

## Leben
Anton Dimitrov wurde als Sohn einer reichen bulgarischen Familie im zentralmakedonischen Dorf Ajwatowo (gr. Lití, damals im Osmanischen Reich) bei Thessaloniki im heutigen Nordgriechenland geboren. 1889 beendete er das bulgarische Männergymnasium in Thessaloniki und begann ein Studium der Rechtswissenschaft in Konstantinopel. Er unterbrach sein Studium wegen Krankheit und kehrte nach Thessaloniki zurück, wo er zwischen 1892 und 1897 am bulgarischen Männergymnasium die türkische Sprache unterrichtete. Ab 1894 unterrichtete Dimitrow auch Bulgarisch am türkischen Gymnasium in der Stadt.
Am 23. Oktober 1893 war er neben Christo Tatartschew, Dame Gruew, Christo Batandschiew, Petar Poparsow und Iwan Chadschinikolow, Gründer des Bulgarischen Makedonisch-Adrianopeler Revolutionären Komitees (BMARK), welches sich später in die Innere Makedonisch-Adrianopeler Revolutionäre Organisation (IMARO) umbenannte. Dabei war Dimitrow seit der Gründung der Organisation Mitglied des Zentralkomitees.
Nach 1897 arbeitete Dimitrow als Lehrer in der bulgarischen Schule in Bitola. 1899 setzte er sein Jurastudium an der Universität Lüttich fort und schloss es 1901 ab. Im November 1901 kehrte er nach Bitola zurück und begann eine Karriere als Anwalt, während er gleichzeitig weiterhin in der Führung der IMARO tätig war. Im November 1903 wurde er Direktor der bulgarischen Schule in Prilep. 1904 setzte Dimitrow seine juristische Laufbahn fort und wurde zum Richter am Berufungsgericht von Bitola gewählt.
Nach der jungtürkischen Revolution von 1908 war Dimitrow Gründungsmitglied der Partei Union der bulgarischen Verfassungsclubs in Makedonien, auf deren Gründungskonferenz er zum ersten Vorsitzenden gewählt wurde. Als nach dem Zweiten Balkankrieg 1913 Makedonien Teil des Königreich Serbiens wurde, floh Anton Dimitrow (s. Makedonische Bulgaren) zum Königreich Bulgarien. Im dortigen Justizministerium und später im Ministerium für Auswärtige Angelegenheiten und Religionsgemeinschaften begann er anschließend zu arbeiten.
Dimitrow war einer der Gründer der Temporären Kommission der Makedonischen Bruderschaften in Bulgarien, dem Vorgänger der Makedonischen Föderativen Organisation (MFO). Aufgrund der wachsenden Spannungen und Feindseligkeiten mit der rechtsgerichteten IMRO beteiligte er sich jedoch nicht an der MFO. Später unterrichtete er Türkisch an der Bulgarischen Handelsschule in Istanbul. Dimitrov litt an einer schweren Krankheit und beging am 13. März 1933 in Sofia Suizid. Er wurde auf dem Zentralfriedhof von Sofia begraben.